# Tovtrækning
Tovtrækning er en konkurrence, hvor to hold trækker i hver sin ende af et reb. Som regel har hvert hold et mærke, som rebets midte skal trækkes hen til.
Tovtrækning var en olympisk sportsgren ved legene 1900-1920. I 1900 vandt et dansk/svensk hold konkurrencen.
Reglerne i tovtrækning er nærmere defineret på TWIF's hjemmeside. Dette er den internationale tovtrækningsorganisation som afholder de store mesterskaber, herunder Europæiske Mesterskaber og Vedensmesterskaberne. Danmark har ingen union og deltager derfor ikke disse mesterskaber. 
| Sport | Spire Denne artikel om sport er en spire som bør udbygges. Du er velkommen til at hjælpe Wikipedia ved at udvide den. |